# Olga Uhrová
Olga Uhrová (roz. Vávrová; 6. července 1908, Ivančice – 8. října 1988, Ivančice) byla česká středoškolská pedagožka, ředitelka muzea v Ivančicích a regionální historička.
Její otec, Josef Vávra, působil jako ředitel Měšťanské školy v Ivančicích a zasloužil se o vznik Ivančického muzea.
Studovala na Filosofické fakultě Masarykovy univerzity obory historie a zeměpis. Již za dob studií se zapojila do činnosti Muzejního spolku a věnovala se historii Ivančic. V letech 1962 až 1962 působila jako ředitelka Ivančického muzea, poté zde působila jako historička. Byla editorkou Moravských národních pověstí Beneše Methoda Kuldy. Svou odbornou činnost zaměřila především na historii svých rodných Ivančic, věnovala se například studiu místní keramiky a historii hrnčířství v Ivančicích. 
Sama prováděla také archeologické sondáže a záchranné výzkumy, například v bratrské modlitebně, nebo výzkum hrnčířské pece v centru Ivančic. 
Publikovala v regionálních časopisech a sbornících, jako např. Muzejní ročenka, Ivančický zpravodaj, Vlastivědný věstník moravský či Jižní Morava.